# La Coupole (salle omnisports)
Pour les articles homonymes, voir Coupole (homonymie).
La Coupole est une salle polyvalente et modulable située à Dély Ibrahim, dans la banlieue ouest d'Alger en Algérie. La capacité de cette salle est de 5 500 spectateurs en configuration sportive et de 15 000 spectateurs pour les concerts. L'œuvre est réalisée en 1975 par l'architecte et designer brésilien Oscar Niemeyer. Elle est depuis son inauguration en 1975 le théâtre de nombreuses manifestations sportives, de concerts d'artistes nationaux et internationaux.

## Historique

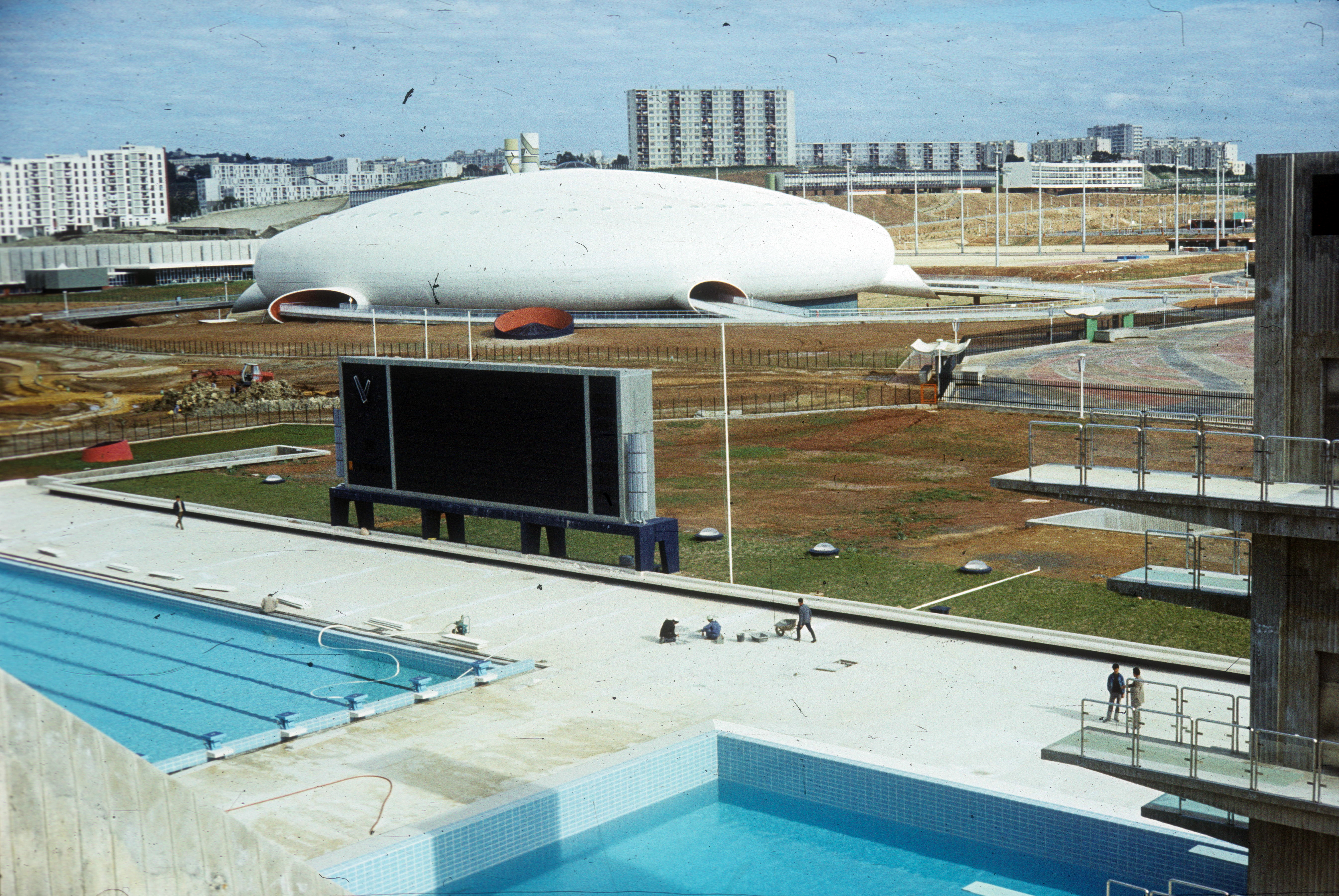
Vue de la Coupole en 1972

Les travaux de construction de la coupole ont commencé en 1972 pour s'achever en 1975.

## Architecture
La coupole est une salle modulable et polyvalente. La salle principale offre une visibilité parfaite en tous point car il n'y a aucun poteau porteur dans les gradins. Elle est d'une forme ovale avec 57 fenêtres qui permet un éclairage zénithal, et entourée par un parcours sous forme circulaire et qui relie les entrées de la coupole. Cinq entrées sont réparties tout autour de la coupole pour faciliter l'accès et la sortie du public, avec une entrée destinée aux officiels.

## Événements

### Sports
La Coupole est le siège de manifestations sportives régulières ou exceptionnelles dans de nombreuses disciplines différentes. On peut retenir entre autres :
- Championnat d'Afrique des nations masculin de handball 2014
- Championnat d'Afrique de basket-ball 1995
- Championnat d'Afrique de basket-ball 2005
- Championnats d'Afrique de lutte 2020
- Championnat du Monde du Vocotruyen 2022 [3]

### Concerts
Les artistes s'étant produits à La Coupole :
- Takfarinas (1990)
- Majda Erroumi (1996)
- Aït Menguellet (2016, 2018, 2023)
- Booba (2014,2018)
- Idir (1977, 2018)
- Indila (2014)
- Khaled (2014, 2018)
- L'Algérino (2018)
- Maître Gims (2016, 2018)
- Stromae (2014)

### Expositions
Éditions du Salon international du livre d'Alger :
- 14e édition du 27 octobre au 6 novembre 2009
- 15e édition du 27 octobre au 6 novembre 2010
- 16e édition du 21 septembre au 1 octobre 2011